# Kościół św. Andrzeja Apostoła w Mąkolnie
Kościół świętego Andrzeja Apostoła w Mąkolnie – rzymskokatolicki kościół parafialny należący do parafii pod tym samym wezwaniem (dekanat sompoleński diecezji włocławskiej).
Jest to świątynia wzniesiona w 1750 roku. Wybudowana została dzięki staraniom proboszcza Łukasza Żurawskiego. W 1894 roku kościół został gruntownie odnowiony i otrzymał polichromię. W latach 90. XX wieku świątynia została wyremontowana.
Budowla jest drewniana, jednonawowa, posiada o konstrukcję zrębową. Świątynia jest orientowana, wzniesiona została w stylu barokowym. Jej prezbiterium jest niższe i węższe w stosunku do nawy, zamknięte jest trójbocznie, z boku znajduje się zakrystia. Z boku i od frontu nawy są umieszczone kruchty. Kościół nakrywa dach dwukalenicowy, pokryty gontem, na dachu znajduje się wieżyczka na sygnaturkę. Zwieńcza ją drewniany baniasty dach hełmowy z latarnią. Wnętrze nakrywają stropy płaskie wsparte wzdłuż ścian na kwadratowych kolumnach. Chór muzyczny jest podparty dwoma słupami. Polichromia w stylu neobarokowym wykonana została przez Aleksandra Przewalskiego i odnowiona w 1967 roku przez Franciszka Bąkowskiego. Ołtarz główny jest nowy. Chrzcielnica w stylu klasycystycznym pochodzi z 1 połowy XIX wieku. Witraże zaprojektowane zostały przez Annę Wadowską i wykonał je w 1985 roku Leon Jędrzejewski.